# Elfego Baca
Elfego Baca (Socorro, 10 de fevereiro de 1865 – Albuquerque, 27 de agosto de 1945) foi um legendário delegado, advogado e político estadunidense do Velho Oeste.

## Biografia
Elfego Baca nasceu em Novo México. Sua família se mudou para Topeka, Kansas, quando ele era criança. Sua mãe morreu em 1880, o que fez com que Baca retornasse com seu pai para Belen, Novo México. Ali, o pai de Baca foi delegado federal.
Em 1 de dezembro de 1884, na cidade de Upper San Francisco Plaza (agora Reserve), Elfego Baca prendeu um cowboy que atirara nele. Recusando-se a soltá-lo e ameaçado pelos companheiros do prisioneiro, Baca se refugiou na casa de Geronimo Armijo. Cerca de 80 cowboys atacaram a casa, especulando-se que foram disparados mais de 4 000 tiros, o que fez da casa um ]'queijo suíço". Inacreditavelmente, nenhuma bala atingiu Baca. Durante o ataque, Baca atirou e matou 4 dos atacantes e feriu mais oito. Após 36 horas, a batalha terminou quando os cowboys ficaram sem munição. O ataque ficou conhecido como o tiroteio de Frisco.
Em 1888 Baca se tornou Delegado Federal. Ele ficou no cargo por 2 (dois) anos. Em dezembro de 1894, ele montou uma firma de advocacia em Socorro. Ele exerceu a advocacia em San Antonio Street e El Paso entre 1902 e 1904.
De 1913 a 1916, Baca foi o representante oficial estadunidense junto ao governo mexicano de Victoriano Huerta durante a revolução mexicana.
Quando o Novo México se tornou um Estado em 1912, Baca concorreu sem sucesso a uma cadeira no Congresso pelo partido republicano.
Aos 75 anos de idade, Baca falou num tribunal de Albuquerque, como advogado de 30 pessoas acusadas de assassinato. E apenas uma foi para a penitenciária.
Em Julho de 1936, Baca disse em uma entrevista a Janet Smit: “I never wanted to kill anybody, but if a man had it in his mind to kill me, I made it my business to get him first”. Em tradução livre: Eu nunca quis matar ninguém, mas se um homem decide me matar, o negócio é pegá-lo primeiro".
Uma das lendas sobre Baca conta que, certa vez, ele teria roubado uma pistola de Pancho Villa, que, furioso, colocou um prêmio de US$ 30 000 pela cabeça do estadunidense.

## Série de TV de Walt Disney
Em 1958, os estúdios Walt Disney produziram uma minissérie com o título "The Nine Lives of Elfego Baca" (As nove vidas de Elfego Baca). O protagonista era Robert Loggia. Os episódios depois foram editados em um filme chamado "Elfego Baca: Six Gun Law", lançado em 1962.

## Quadrinhos
Elfego Baca foi adaptado para os quadrinhos Disney.